# Robert Alban

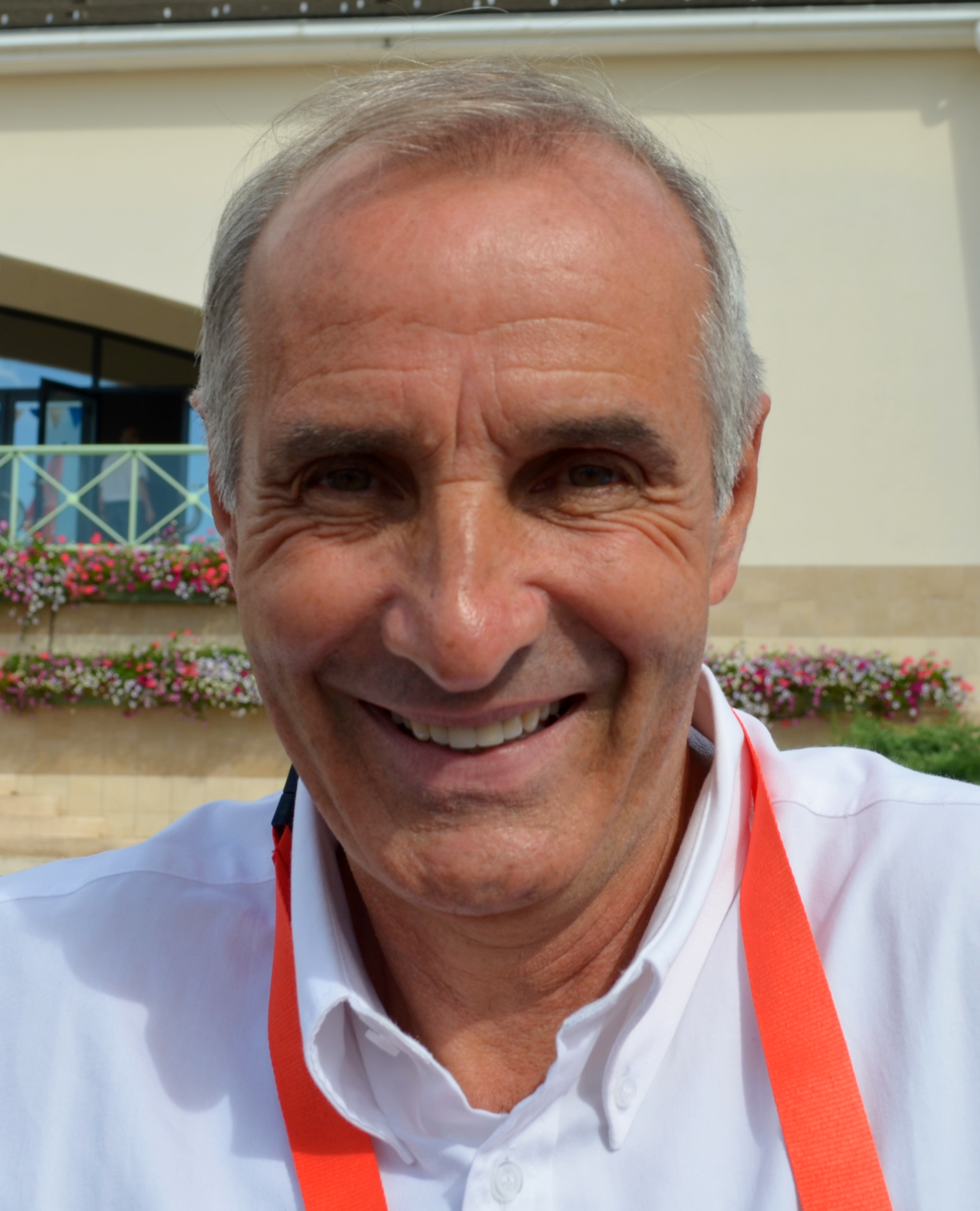
Robert Alban (2014).

Robert Alban (* 9. Februar 1952 in Saint-André-d’Huiriat) ist ein ehemaliger französischer Radrennfahrer. Die Tour de France bestritt er sechs Mal, wobei an der Tour 1981 den dritten Rang im Gesamtklassement erreichte und die 16. Etappe gewann. Er beendete seine Laufbahn als Berufsfahrer 1986.